# RICEFW
RICEFW wird als Fachbegriff für eine Klasse von Objekten bei der Einführung von Unternehmenssoftware (insbesondere z. B. SAP ERP) verwendet. Es steht für „Reports, Interfaces, Conversions, Enhancements, Forms and Workflow“.
- Reports: Berichte, d. h. Auswertungen aus dem System. Häufig wird der Begriff nicht übersetzt.
- Interfaces: Schnittstellen zu externen Systemen
- Conversions: Konvertierung zwischen unterschiedlichen Datenformaten, z. B. für Migrationen oder als Teil der Schnittstellen (z. B. CSV- zu XML-Format nach festgelegten Regeln)
- Enhancements: Erweiterungen der Unternehmenssoftware (über Customizing hinaus)
- Forms: „Formulare“ – hier als von der Unternehmenssoftware gedruckte Formulare, z. B. Bestellungen
- Workflow: siehe auch Workflow-Management

Diese Objekte beschreiben in einem Projekt zur Einführung einer Unternehmenssoftware diejenigen Objekte, die nicht oder nur begrenzt über Customizing erstellt werden können, sondern gesondert spezifiziert und entwickelt werden müssen.
Als spezielle Form der „Enhancements“ werden häufig „Modifikationen“ geführt, die vorhandene Programmierungen in der Standardsoftware nicht nur erweitern, sondern ändern.
Die Reihenfolge der Objekte wird manchmal zu WRICEF verändert.
Die Aufzählung soll helfen, keine wichtige Gruppe von Aufgaben zu übersehen, das Projektteam mit allen erforderlichen Kompetenzen zusammenzustellen und eine gute Einschätzung des Aufwandes zu ermöglichen.
Manchmal wird ein weiteres Objekt genannt, das bei einer ERP-Einführung nicht unerheblichen Aufwand verursachen kann:
- Authorisation: Berechtigungen und Rollenkonzept